# Dormelles
Dormelles är en kommun i departementet Seine-et-Marne i regionen Île-de-France i norra Frankrike. Kommunen ligger i kantonen Moret-sur-Loing som tillhör arrondissementet Fontainebleau. År 2022 hade Dormelles 803 invånare.

## Befolkningsutveckling
Antalet invånare i kommunen Dormelles
| Referens: INSEE |